# Catharsius oedipus
Catharsius oedipus är en skalbaggsart som beskrevs av Felsche 1907. Catharsius oedipus ingår i släktet Catharsius och familjen bladhorningar. Inga underarter finns listade.